# (48639) 1995 TL8
(48639)  1995 TL8 est un objet de la ceinture de Kuiper, considéré comme objet épars, qui mesurerait environ 200 km selon Johnson, Brown lui donne un diamètre plus important en supposant un albedo plus faible. 
Il possède une lune nommée S/2002 (48639) 1, d'environ 80 km de diamètre, orbitant à 430 ± 300 km.

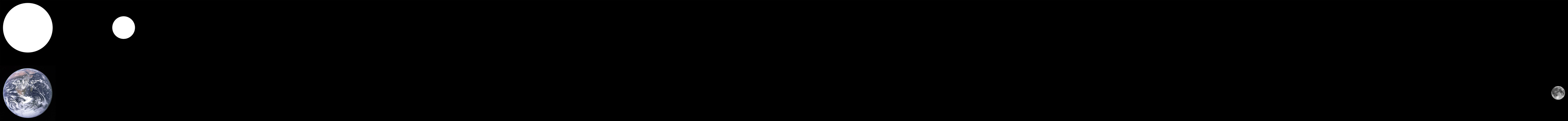
Comparaison, à taille égale, des systèmes (48639) 1995 TL8 et Terre-Lune